# Wim Mauthe
Wim Mauthe (* 20. August 1947 in Oberstdorf, Allgäu) ist ein deutscher Musiker (Stilrichtung Dixie) und Vertreter der abstrakten Malerei.

## Lebenslauf
Wim Mauthe wurde am 20. August 1947 in Oberstdorf im Allgäu geboren. Nach dem Schulbesuch begann er ein Studium zum Zahnarzt und beendete es 1973 mit Promotion als Dr. med. dent. Er war bis Anfang der 1990er Jahre als praktizierender Zahnarzt in Fischen im Allgäu tätig. Wim Mauthe lebt und arbeitet in Freiburg im Breisgau.

## Musikalische Laufbahn
Im Jahre 1958 beginnt Mauthes Laufbahn als Musiker mit dem Unterricht am Klavier und auf der Klarinette, teilweise autodidaktisch. Seine ersten Anstellungen als Bandleader hatte er von 1968 bis 1970, seit dieser Zeit hatte er mehrere Bands gegründet und auch geleitet:
- Bandleader in den Anfangsjahren:
  - Willys Weepers, München
  - Original Cazard Jazzband, Lausanne
- Gründung bekannter Jazzbands:
  - Happy Mountains Stompers
  - Wim's Gloryland Jazzband
  - Wim's Paradies Jazzband

Ferner trat er mit vielen bekannten Größen der Jazzszene aus New Orleans zusammen auf: Leroy Jones, Sammy Rimington oder Lillian Boutté und anderen.
Er trat bei national und international großen Jazzveranstaltungen und -festivals auf, so zum Beispiel in Kempten, Ulm, Dornbirn (A), Ascona (CH) oder Sargans (CH). Seine letzten großen internationalen Auftritte waren jeweils 2007 bis 2009 beim Jazzfestival Ascona in der Schweiz mit der Formation Dr. Wim's Jazz Affair.

## Künstlerische Laufbahn
Neben seiner Laufbahn als Musiker und Wim Mauthe auch als Kunstmaler tätig. Seit 1990 ist er freischaffender Maler mit Kursleitertätigkeiten in Südfrankreich, Griechenland und auf Bali. Den Grundstein legte er 1979 mit einer Ausbildung bei Josef Zenzmaier in Salzburg und Arnulf Heimhofer in Burgberg im Allgäu. Er ist Mitglied des Berufsverbandes Bildender Künstlerinnen und Künstler (Südbaden) und hat noch sehr engen Kontakt zu seiner früheren Heimat.

## Einzel- und Gruppenausstellungen (Auswahl)
- Die Große Südliche (2008)[1]
- Fischinger Kulturzeit (2009)[2]